# Ronald Servius
Ronald Servius (né le 21 février 1976 à Thionville, France) est un athlète français spécialiste du triple-saut, puis du saut en longueur. 
Il a été 3ème des championnats du monde juniors de triple saut de 1994. Il a été champion d'Europe dans la même discipline en 1995. 
Grâce à un saut de 8,24 mètres réalisé aux championnats de France disputés à Nice, Servius a participé aux Jeux olympiques d'été de 2000. Il a été éliminé en qualifications.